# Президиум Государственного совета Российской Федерации
Прези́диум Госуда́рственного Сове́та Росси́йской Федера́ции формируется для решения оперативных вопросов. Персональный состав президиума определяется президентом Российской Федерации и подлежит ротации один раз в полгода. Президиум Государственного совета рассматривает план работы Государственного совета, а также повестку дня его очередного заседания; анализирует реализацию плана работы Государственного совета и его решений. Заседания президиума Государственного совета проводятся по мере необходимости, но, как правило, не реже одного раза в месяц.

## Президиум Государственного совета Российской Федерации

### 2000
На 2 сентября 2000:
- Ишаев Виктор Иванович — глава администрации Хабаровского края
- Кресс Виктор Мельхиорович — глава администрации (губернатор) Томской области
- Лужков Юрий Михайлович — мэр Москвы
- Магомедов Магомедали Магомедович — председатель Государственного совета Республики Дагестан
- Рокецкий Леонид Юлианович — губернатор Тюменской области (с 29 января 2001 г. — член Государственного совета РФ)
- Шаймиев Минтимер Шарипович — президент Республики Татарстан
- Яковлев Владимир Анатольевич — губернатор Санкт-Петербурга

Примечание: Леонид Юлианович Рокецкий после прекращения полномочий губернатора Тюменской области распоряжением Президента Российской Федерации от 29 января 2001 г. № 49-рп был назначен членом Государственного совета Российской Федерации, оставшись в составе его президиума.

### 2001
На 12 марта 2001:
- Волков Николай Михайлович — губернатор Еврейской автономной области
- Катанандов Сергей Леонидович — председатель правительства Республики Карелия
- Коков Валерий Мухамедович — президент Кабардино-Балкарской Республики
- Лисицын Анатолий Иванович — губернатор Ярославской области
- Полежаев Леонид Константинович — глава администрации (губернатор) Омской области
- Рахимов Муртаза Губайдуллович — президент Республики Башкортостан
- Филипенко Александр Васильевич — губернатор Ханты-Мансийского автономного округа

На 17 сентября 2001:
- Бетин Олег Иванович — глава администрации Тамбовской области
- Дзасохов Александр Сергеевич — президент Республики Северная Осетия
- Меркушкин Николай Иванович — глава Республики Мордовия
- Сердюков Валерий Павлович — губернатор Ленинградской области
- Сумин Пётр Иванович — губернатор Челябинской области
- Суриков Александр Александрович — глава администрации Алтайского края
- Цветков Валентин Иванович — губернатор Магаданской области

### 2002
На 13 марта 2002:
- Гениатулин Равиль Фаритович — глава администрации (губернатор) Читинской области
- Гужвин Анатолий Петрович — глава администрации (губернатор) Астраханской области
- Неёлов Юрий Васильевич — губернатор Ямало-Ненецкого автономного округа
- Прусак Михаил Михайлович — губернатор Новгородской области
- Строев Егор Семёнович — губернатор Орловской области
- Титов Константин Алексеевич — губернатор Самарской области
- Фархутдинов Игорь Павлович — губернатор Сахалинской области

На 27 сентября 2002:
- Абрамович Роман Аркадьевич — губернатор Чукотского автономного округа
- Виноградов Николай Владимирович — глава администрации Владимирской области
- Позгалёв Вячеслав Евгеньевич — губернатор Вологодской области
- Собянин Сергей Семёнович — губернатор Тюменской области
- Толоконский Виктор Александрович — глава администрации Новосибирской области
- Фёдоров Николай Васильевич — президент Чувашской Республики
- Чуб Владимир Фёдорович — глава администрации (губернатор) Ростовской области

### 2003
На 24 мая 2003:
- Евдокимов Юрий Алексеевич — губернатор Мурманской области
- Россель Эдуард Эргартович — губернатор Свердловской области
- Савченко Евгений Степанович — глава администрации Белгородской области
- Трутнев Юрий Петрович — губернатор Пермской области
- Тулеев Аман Гумирович — губернатор Кемеровской области
- Черногоров Александр Леонидович — губернатор Ставропольского края
- Штыров Вячеслав Анатольевич — президент Республики Саха (Якутия)

На 19 декабря 2003:
- Богомолов Олег Алексеевич — губернатор Курганской области
- Волков Александр Александрович — президент Удмуртской Республики
- Говорин Борис Александрович — губернатор Иркутской области
- Громов Борис Всеволодович — губернатор Московской области
- Дарькин Сергей Михайлович — губернатор Приморского края
- Ефремов Анатолий Антонович — глава администрации Архангельской области
- Ткачёв Александр Николаевич — глава администрации Краснодарского края

### 2004
На 19 июля 2004:
- Зязиков Мурат Магометович — президент Республики Ингушетия
- Королёв Олег Петрович — глава администрации Липецкой области
- Лебедь Алексей Иванович — председатель правительства Республики Хакасия
- Малахов Иван Павлович — губернатор Сахалинской области
- Матвиенко Валентина Ивановна — губернатор Санкт-Петербурга
- Сумин Пётр Иванович — губернатор Челябинской области
- Чернышёв Алексей Андреевич — глава администрации Оренбургской области

### 2005
На 16 марта 2005:
- Бочкарёв Василий Кузьмич — губернатор Пензенской области
- Илюмжинов Кирсан Николаевич — президент Республики Калмыкия
- Коротков Леонид Викторович — губернатор Амурской области
- Ооржак Шериг-оол Дизижикович — председатель правительства Республики Тыва
- Торлопов Владимир Александрович — глава Республики Коми
- Филипенко Александр Васильевич — губернатор Ханты-Мансийского автономного округа — Югры
- Шершунов Виктор Андреевич — глава администрации (губернатор) Костромской области

На 27 сентября 2005:
- Дудов Николай Николаевич — губернатор Магаданской области
- Киселёв Николай Иванович — глава администрации Архангельской области
- Кулаков Владимир Григорьевич — глава администрации Воронежской области
- Максюта Николай Кириллович — глава администрации Волгоградской области
- Маркелов Леонид Игоревич — президент Республики Марий Эл
- Неёлов Юрий Васильевич — губернатор Ямало-Ненецкого автономного округа
- Потапов Леонид Васильевич — президент Республики Бурятия

### 2006
На 30 марта 2006:
- Артамонов Анатолий Дмитриевич — губернатор Калужской области
- Боос Георгий Валентинович — губернатор Калининградской области
- Жилкин Александр Александрович — губернатор Астраханской области
- Машковцев Михаил Борисович — губернатор Камчатской области
- Морозов Сергей Иванович — глава администрации Ульяновской области
- Хлопонин Александр Геннадиевич — губернатор Красноярского края
- Якушев Владимир Владимирович — губернатор Тюменской области

На 29 сентября 2006:
- Алиев Муху Гимбатович — президент Республики Дагестан
- Жамсуев Баир Баясхаланович — глава администрации Агинского Бурятского автономного округа
- Кожемяко Олег Николаевич — губернатор Корякского автономного округа
- Кузнецов Михаил Варфоломеевич — губернатор Псковской области
- Михайлов Александр Николаевич — губернатор Курской области
- Россель Эдуард Эргартович — губернатор Свердловской области
- Шанцев Валерий Павлинович — губернатор Нижегородской области

### 2007
На 16 марта 2007:
- Богомолов Олег Алексеевич — губернатор Курганской области
- Ишаев Виктор Иванович — губернатор Хабаровского края
- Каноков Арсен Баширович — президент Кабардино-Балкарской Республики
- Карлин Александр Богданович — глава администрации Алтайского края
- Маслов Виктор Николаевич — губернатор Смоленской области
- Сердюков Валерий Павлович — губернатор Ленинградской области
- Шаклеин Николай Иванович — губернатор Кировской области

На 25 сентября 2007:
- Артяков Владимир Владимирович — губернатор Самарской области
- Зеленин Дмитрий Вадимович — губернатор Тверской области
- Кара-оол Шолбан Валерьевич — председатель правительства Республики Тыва
- Мамсуров Таймураз Дзамбекович — глава Республики Северная Осетия
- Митин Сергей Герасимович — губернатор Новгородской области
- Сумин Пётр Иванович — губернатор Челябинской области
- Хорошавин Александр Вадимович — губернатор Сахалинской области

### 2008
На 27 мая 2008:
- Дудка Вячеслав Дмитриевич — губернатор Тульской области
- Кадыров Рамзан Ахматович — президент Чеченской Республики
- Кузьмицкий Алексей Алексеевич — губернатор Камчатского края
- Позгалёв Вячеслав Евгеньевич — губернатор Вологодской области
- Толоконский Виктор Александрович — губернатор Новосибирской области
- Чиркунов Олег Анатольевич — губернатор Пермского края
- Якушев Владимир Владимирович — губернатор Тюменской области

На 1 декабря 2008:
- Ипатов Павел Леонидович — губернатор Саратовской области
- Копин Роман Валентинович — губернатор Чукотского автономного округа
- Мень Михаил Александрович — губернатор Ивановской области
- Михальчук Илья Филиппович — глава администрации Архангельской области
- Наговицын Вячеслав Владимирович — президент Республики Бурятия
- Тхакушинов Аслан Китович — президент Республики Адыгея
- Филипенко Александр Васильевич — губернатор Ханты-Мансийского автономного округа — Югры

### 2009
На 25 мая 2009:
- Гордеев Алексей Васильевич — губернатор Воронежской области
- Евкуров Юнус-Бек Баматгиреевич — президент Республики Ингушетия
- Кожемяко Олег Николаевич — губернатор Амурской области
- Матвиенко Валентина Ивановна — губернатор Санкт-Петербурга
- Неёлов Юрий Васильевич — губернатор Ямало-Ненецкого автономного округа
- Тулеев Аман Гумирович — губернатор Кемеровской области
- Шаймиев Минтимер Шарипович — президент Республики Татарстан

На 29 ноября 2009:
- Белых Никита Юрьевич — губернатор Кировский области
- Гаевский Валерий Вениаминович — губернатор Ставропольского края
- Зимин Виктор Михайлович — глава Республики Хакасия
- Мишарин Александр Сергеевич — губернатор Свердловской области
- Слюняев Игорь Николаевич — губернатор Костромской области
- Турчак Андрей Анатольевич — губернатор Псковской области
- Шпорт Вячеслав Иванович — губернатор Хабаровского края

### 2010
На 16 июня 2010:
- Бердников Александр Васильевич — глава Республики Алтай
- Бровко Анатолий Григорьевич — глава администрации Волгоградской области
- Винников Александр Аронович — губернатор Еврейской автономной области
- Денин Николай Васильевич — губернатор Брянской области
- Дмитриенко Дмитрий Владимирович — губернатор Мурманской области
- Комарова Наталья Владимировна — губернатор Ханты-Мансийского автономного округа — Югры
- Минниханов Рустам Нургалиевич — президент Республики Татарстан
- Эбзеев Борис Сафарович — президент Карачаево-Черкесской Республики

На 18 декабря 2010:
- Борисов Егор Афанасьевич — президент Республики Саха (Якутия)
- Вахруков Сергей Алексеевич — губернатор Ярославской области
- Гайзер Вячеслав Михайлович — глава Республики Коми
- Голубев Василий Юрьевич — глава администрации (губернатор) Ростовской области
- Кобылкин Дмитрий Николаевич — губернатор Ямало-Ненецкого автономного округа
- Магомедов Магомедсалам Магомедалиевич — президент Республики Дагестан
- Мезенцев Дмитрий Фёдорович — губернатор Иркутской области
- Хамитов Рустэм Закиевич — президент Республики Башкортостан

### 2011
На 5 июля 2011:
- Берг Юрий Александрович — губернатор Оренбургской области
- Илюхин Владимир Иванович — губернатор Камчатского края
- Ковалёв Олег Иванович — губернатор Рязанской области
- Кузнецов Лев Владимирович — губернатор Красноярского края
- Орлов Алексей Маратович — глава Республики Калмыкия
- Темрезов Рашид Бориспиевич — глава Карачаево-Черкесской Республики
- Фёдоров Игорь Геннадьевич — губернатор Ненецкого автономного округа
- Юревич Михаил Валериевич — губернатор Челябинской области

### 2012
На 4 января 2012:
- Богомолов Олег Алексеевич — губернатор Курганской области
- Игнатьев Михаил Васильевич — президент Чувашской Республики
- Каноков Арсен Баширович — президент Кабардино-Балкарской Республики
- Козлов Александр Петрович — губернатор Орловской области
- Копин Роман Валентинович — губернатор Чукотского автономного округа
- Ткачёв Александр Николаевич — глава администрации (губернатор) Краснодарского края
- Цуканов Николай Николаевич — губернатор Калининградской области
- Юрченко Василий Алексеевич — губернатор Новосибирской области

На 28 июля 2012:
- Боженов Сергей Анатольевич — губернатор Волгоградской области
- Волков Владимир Дмитриевич — глава Республики Мордовия
- Груздев Владимир Сергеевич — губернатор Тульской области
- Ерощенко Сергей Владимирович — губернатор Иркутской области
- Зеренков Валерий Георгиевич — губернатор Ставропольского края
- Куйвашев Евгений Владимирович — губернатор Свердловской области
- Миклушевский Владимир Владимирович — губернатор Приморского края
- Полтавченко Георгий Сергеевич — губернатор Санкт-Петербурга

### 2013
На 22 февраля 2013:
- Жилкин Александр Александрович — губернатор Астраханской области
- Кожемяко Олег Николаевич — губернатор Амурской области
- Комарова Наталья Владимировна — губернатор Ханты-Мансийского автономного округа — Югры
- Мамсуров Таймураз Дзамбекович — глава Республики Северная Осетия
- Назаров Виктор Иванович — губернатор Омской области
- Радаев Валерий Васильевич — губернатор Саратовской области
- Собянин Сергей Семёнович — мэр Москвы
- Худилайнен Александр Петрович — глава Республики Карелия

На 3 октября 2013:
- Евкуров Юнус-Бек Баматгиреевич — глава Республики Ингушетия
- Жвачкин Сергей Анатольевич — губернатор Томской области
- Кобылкин Дмитрий Николаевич — губернатор Ямало-Ненецкого автономного округа
- Кувшинников Олег Александрович — губернатор Вологодской области
- Орлов Алексей Маратович — глава Республики Калмыкия
- Савченко Евгений Степанович — губернатор Белгородской области
- Хамитов Рустэм Закиевич — президент Республики Башкортостан
- Хорошавин Александр Вадимович — губернатор Сахалинской области

### 2014
На 9 апреля 2014:
- Аксёнов Сергей Валерьевич — председатель Совета министров Республики Крым
- Гордеев Алексей Васильевич — временно исполняющий обязанности губернатора Воронежской области
- Дрозденко Александр Юрьевич — губернатор Ленинградской области
- Ильковский Константин Константинович — губернатор Забайкальского края
- Кадыров Рамзан Ахматович — глава Чеченской Республики
- Меркушкин Николай Иванович — губернатор Самарской области
- Печёный Владимир Петрович — губернатор Магаданской области
- Тхакушинов Аслан Китович — глава Республики Адыгея
- Якушев Владимир Владимирович — губернатор Тюменской области

На 25 октября 2014:
- Абдулатипов Рамазан Гаджимурадович — глава Республики Дагестан
- Басаргин Виктор Фёдорович — губернатор Пермского края
- Бочаров Андрей Иванович — губернатор Волгоградской области
- Воробьёв Андрей Юрьевич — губернатор Московской области
- Городецкий Владимир Филиппович — губернатор Новосибирской области
- Дубровский Борис Александрович — губернатор Челябинской области
- Меняйло Сергей Иванович — губернатор города Севастополя
- Орлов Игорь Анатольевич — губернатор Архангельской области
- Шпорт Вячеслав Иванович — губернатор Хабаровского края

### 2015
На 7 апреля 2015:
- Аксёнов Сергей Валерьевич — глава Республики Крым
- Артамонов Анатолий Дмитриевич — губернатор Калужской области
- Владимиров Владимир Владимирович — губернатор Ставропольского края
- Голубев Василий Юрьевич — губернатор Ростовской области
- Кара-оол Шолбан Валерьевич — глава Республики Тыва
- Кокорин Алексей Геннадьевич — губернатор Курганской области
- Кошин Игорь Викторович — губернатор Ненецкого автономного округа
- Миклушевский Владимир Владимирович — губернатор Приморского края
- Соловьёв Александр Васильевич — глава Удмуртской Республики

На 10 ноября 2015:
- Кожемяко Олег Николаевич — губернатор Сахалинской области
- Коков Юрий Александрович — глава Кабардино-Балкарской Республики
- Кондратьев Вениамин Иванович — глава администрации (губернатор) Краснодарского края
- Куйвашев Евгений Владимирович — губернатор Свердловской области
- Меняйло Сергей Иванович — губернатор города Севастополя
- Митин Сергей Герасимович — губернатор Новгородской области
- Морозов Сергей Иванович — губернатор Ульяновской области
- Орлова Светлана Юрьевна — губернатор Владимирской области
- Толоконский Виктор Александрович — губернатор Красноярского края

### 2016
На 6 апреля 2016:
- Аксёнов Сергей Валерьевич — глава Республики Крым
- Борисов Егор Афанасьевич — глава Республики Саха (Якутия)
- Дубровский Борис Александрович — губернатор Челябинской области
- Жилкин Александр Александрович — губернатор Астраханской области
- Карлин Александр Богданович — губернатор Алтайского края
- Ковтун Марина Васильевна — губернатор Мурманской области
- Королёв Олег Петрович — глава администрации Липецкой области
- Маркелов Леонид Игоревич — глава Республики Марий Эл
- Темрезов Рашид Бориспиевич — временно исполняющий обязанности главы Карачаево-Черкесской Республики

На 22 ноября 2016:
- Бочаров Андрей Иванович — губернатор Волгоградской области
- Евкуров Юнус-Бек Баматгиреевич — глава Республики Ингушетия
- Илюхин Владимир Иванович — губернатор Камчатского края
- Кокорин Алексей Геннадьевич — губернатор Курганской области
- Наговицын Вячеслав Владимирович — глава Республики Бурятия
- Ситников Сергей Константинович — губернатор Костромской области
- Турчак Андрей Анатольевич — губернатор Псковской области
- Шанцев Валерий Павлинович — губернатор Нижегородской области

### 2017
На 26 мая 2017:
- Абдулатипов Рамазан Гаджимурадович — глава Республики Дагестан
- Зимин Виктор Михайлович — глава Республики Хакасия
- Комарова Наталья Владимировна — губернатор Ханты-Мансийского автономного округа – Югры
- Кувшинников Олег Александрович — губернатор Вологодской области
- Минниханов Рустам Нургалиевич — президент Республики Татарстан
- Орлов Алексей Маратович — глава Республики Калмыкия
- Островский Алексей Владимирович — губернатор Смоленской области
- Печёный Владимир Петрович — губернатор Магаданской области

На 22 ноября 2017:
- Битаров Вячеслав Зелимханович — глава Республики Северная Осетия
- Голубев Василий Юрьевич — губернатор Ростовской области
- Евстифеев Александр Александрович — глава Республики Марий Эл
- Жданова Наталья Николаевна — губернатор Забайкальского края
- Кобылкин Дмитрий Николаевич — губернатор Ямало-Ненецкого автономного округа
- Левинталь Александр Борисович — губернатор Еврейской автономной области
- Никитин Андрей Сергеевич — губернатор Новгородской области
- Савченко Евгений Степанович — губернатор Белгородской области

### 2018
На 18 июля 2018:
- Алиханов Антон Андреевич — губернатор Калининградской области
- Васильев Владимир Абдуалиевич — временно исполняющий обязанности Главы Республики Дагестан
- Дубровский Борис Александрович — губернатор Челябинской области
- Дюмин Алексей Геннадьевич — губернатор Тульской области
- Кожемяко Олег Николаевич — губернатор Сахалинской области
- Кумпилов Мурат Каральбиевич — глава Республики Адыгея
- Решетников Максим Геннадьевич — губернатор Пермского края
- Цыденов Алексей Самбуевич — глава Республики Бурятия

### 2019
На 28 января 2019:
- Белозерцев Иван Александрович — губернатор Пензенской области
- Ведерников Михаил Юрьевич — губернатор Псковской области
- Владимиров Владимир Владимирович — губернатор Ставропольского края
- Воскресенский Станислав Сергеевич — губернатор Ивановской области
- Кондратьев Вениамин Иванович — глава администрации (губернатор) Краснодарского края
- Моор Александр Викторович — губернатор Тюменской области
- Носов Сергей Константинович — губернатор Магаданской области
- Травников Андрей Александрович — губернатор Новосибирской области

На 2 августа 2019:
- Артюхов Дмитрий Андреевич — губернатор Ямало-Ненецкого автономного округа
- Битаров Вячеслав Зелимханович — глава Республики Северная Осетия
- Богомаз Александр Васильевич — губернатор Брянской области
- Бурков Александр Леонидович — губернатор Омской области
- Кумпилов Мурат Каральбиевич — глава Республики Адыгея
- Никитин Глеб Сергеевич — губернатор Нижегородской области
- Николаев Айсен Сергеевич — глава Республики Саха (Якутия)
- Цыбульский Александр Витальевич — губернатор Ненецкого автономного округа

### 2020
На 27 января 2020:
- Беглов Александр Дмитриевич — губернатор Санкт-Петербурга
- Бочаров Андрей Иванович — губернатор Волгоградской области
- Коков Казбек Валерьевич — глава Кабардино-Балкарской Республики
- Лимаренко Валерий Игоревич — губернатор Сахалинской области
- Руденя Игорь Михайлович — губернатор Тверской области
- Томенко Виктор Петрович — губернатор Алтайского края
- Хабиров Радий Фаритович — глава Республики Башкортостан
- Шумков Вадим Михайлович — губернатор Курганской области

На 21 декабря 2020:
- Азаров Дмитрий Игоревич — губернатор Самарской области, председатель комиссии Государственного Совета по направлению «Культура»
- Алиханов Антон Андреевич — губернатор Калининградской области, председатель комиссии Государственного Совета по направлению «Малое и среднее предпринимательство»
- Васильев Игорь Владимирович — губернатор Кировской области, председатель комиссии Государственного Совета по направлению «Образование»
- Воробьёв Андрей Юрьевич — губернатор Московской области, председатель комиссии Государственного Совета по направлению «Коммуникации, связь, цифровая экономика»
- Воскресенский Станислав Сергеевич — губернатор Ивановской области, председатель комиссии Государственного Совета по направлению «Здравоохранение»
- Дюмин Алексей Геннадьевич — губернатор Тульской области, председатель комиссии Государственного Совета по направлению «Промышленность»
- Кобзев Игорь Иванович — губернатор Иркутской области
- Кожемяко Олег Николаевич — губернатор Приморского края, председатель комиссии Государственного Совета по направлению «Туризм, физическая культура и спорт»
- Левитин Игорь Евгеньевич — помощник президента России, секретарь Госсовета
- Лимаренко Валерий Игоревич — губернатор Сахалинской области, председатель комиссии Государственного Совета по направлению «Инвестиции»
- Минниханов Рустам Нургалиевич — президент Республики Татарстан, председатель комиссии Государственного Совета по направлению «Строительство, жилищно-коммунальное хозяйство, городская среда»
- Миронов Дмитрий Юрьевич — губернатор Ярославской области, председатель комиссии Государственного Совета по направлению «Молодёжная политика»
- Моор Александр Викторович — губернатор Тюменской области
- Никитин Андрей Сергеевич — губернатор Новгородской области, председатель комиссии Государственного Совета по направлению «Социальная политика»
- Никитин Глеб Сергеевич — губернатор Нижегородской области, председатель комиссии Государственного Совета по направлению «Экология и природные ресурсы»
- Носов Сергей Константинович — губернатор Магаданской области
- Паслер Денис Владимирович — губернатор Оренбургской области
- Развожаев Михаил Владимирович — губернатор Севастополя
- Собянин Сергей Семёнович — мэр Москвы,  председатель комиссии Государственного Совета по направлению «Государственное и муниципальное управление»
- Старовойт Роман Владимирович — губернатор Курской области
- Текслер Алексей Леонидович — губернатор Челябинской области, председатель комиссии Государственного Совета по направлению «Экономика и финансы»
- Темрезов Рашид Бориспиевич — глава Карачаево-Черкесской Республики
- Томенко Виктор Петрович — губернатор Алтайского края, председатель комиссии Государственного Совета по направлению «Сельское хозяйство»
- Травников Андрей Александрович — губернатор Новосибирской области, председатель комиссии Государственного Совета по направлению «Наука»
- Уйба Владимир Викторович — глава Республики Коми
- Цивилёв Сергей Евгеньевич — губернатор Кемеровской области — Кузбасса, председатель комиссии Государственного Совета по направлению «Энергетика»
- Цыбульский Александр Витальевич — губернатор Архангельской области
- Цыденов Алексей Самбуевич — глава Республики Бурятия, председатель комиссии Государственного Совета по направлению «Транспорт»

### 2021
Распоряжением Президента России от 15 ноября 2021
в состав президиума Государственного Совета включены:
- Артюхов Дмитрий Андреевич — губернатор Ямало-Ненецкого автономного округа, председатель комиссии Государственного Совета по направлению «Молодёжная политика»
- Бабушкин Игорь Юрьевич — губернатор Астраханской области
- Дрозденко Александр Юрьевич — губернатор Ленинградской области
- Карташова Марина Николаевна — глава муниципального образования Узловский район Тульской области
- Меняйло Сергей Иванович — глава Республики Северная Осетия — Алания
- Солодов Владимир Викторович — губернатор Камчатского края
- Хабиров Радий Фаритович — глава Республики Башкортостан
- Хорохордин Олег Леонидович — глава Республики Алтай, председатель Правительства Республики Алтай
- Шапша Владислав Валерьевич — губернатор Калужской области
- Шумков Вадим Михайлович — губернатор Курганской области
- Якушев Владимир Владимирович — полномочный представитель Президента России в Уральском федеральном округе

из состава президиума Государственного Совета исключены Кобзев И. И., Миронов Д. Ю., Моор А. В., Носов С. К., Паслер Д. В., Развожаев М. В., Старовойт Р. В., Темрезов Р. Б., Уйба В. В., Цыбульский А. В.

### 2022
Распоряжением Президента России от 12 июля 2022 года:
- в состав президиума Государственного Совета включен Развожаев Михаил Владимирович — губернатор города Севастополя, председатель комиссии Государственного Совета по направлению «Образование»
- из состава президиума Государственного Совета исключен Васильев И. В.
- изложены в новой редакции наименования должностей:

Минниханов Рустам Нургалиевич — глава Республики Татарстан, председатель комиссии Государственного Совета по направлению «Строительство, жилищно-коммунальное хозяйство, городская среда»
Хорохордин Олег Леонидович — глава Республики Алтай
Распоряжением Президента России от 5 декабря 2022 в состав президиума Государственного Совета включены:
- Артамонов Игорь Георгиевич — губернатор Липецкой области
- Куйвашев Евгений Владимирович — губернатор Свердловской области
- Лапушкина Елена Владимировна — глава городского округа город Самара
- Мазур Владимир Владимирович — губернатор Томской области
- Меликов Сергей Алимович — глава Республики Дагестан
- Николаев Олег Алексеевич — Глава Чувашской Республики
- Осипов Александр Михайлович — губернатор Забайкальского края
- Парфенчиков Артур Олегович — глава Республики Карелия
- Хасиков Бату Сергеевич — Глава Республики Калмыкия
- Щёголев Игорь Олегович — полномочный представитель Президента России в Центральном федеральном округе

из состава президиума Государственного Совета исключены Бабушкин И. Ю., Дрозденко А. Ю., Карташова М. Н., Меняйло С. И., Солодов В. В., Хабиров Р. Ф., Хорохордин О. Л., Шапша В. В., Шумков В. М., Якушев В. В.

### 2023
Распоряжением Президента России от 12 декабря 2023 в состав президиума Государственного Совета включены:
- Гладков Вячеслав Владимирович — губернатор Белгородской области
- Калиматов Махмуд-Али Макшарипович — глава Республики Ингушетия
- Кондратьев Вениамин Иванович — губернатор Краснодарского края
- Котюков Михаил Михайлович — губернатор Красноярского края
- Орлов Василий Александрович — губернатор Амурской области
- Пушилин Денис Владимирович — глава Донецкой Народной Республики
- Сердечкин Юрий Валерьевич — глава администрации города Мурманска
- Соколов Александр Валентинович — губернатор Кировской области
- Трутнев Юрий Петрович — заместитель председателя Правительства РФ — полномочный представитель Президента РФ в Дальневосточном федеральном округе
- Чибис Андрей Владимирович — губернатор Мурманской области
- Шумков Вадим Михайлович — губернатор Курганской области

из состава президиума Государственного Совета исключены Артамонов И. Г., Куйвашев Е. В., Лапушкина Е. В., Мазур В. В., Меликов С. А., Николаев О. А., Осипов А. М., Парфенчиков А. О., Хасиков Б. С., Щеголев И. О.

### 2024
Распоряжением Президента России от 25 июля 2024 в состав президиума Государственного Совета включены:
- Владимиров Владимир Владимирович — губернатор Ставропольского края
- Малков Павел Викторович — губернатор Рязанской области
- Миляев Дмитрий Вячеславович — губернатора Тульской области
- Николаев Айсен Сергеевич — глава Республики Саха
- Федорищев Вячеслав Андреевич — губернатора Самарской области
- Цыбульский Александр Витальевич — губернатор Архангельской области
- Шапша Владислав Валерьевич — губернатор Калужской области

из состава президиума Государственного Совета исключены Азаров Д. И., Алиханов А. А., Левитин И. Е., Томенк В. П., Травников А. А. и Цивилев С. Е.